# 10-jaula de Balaban
En el campo matemático de la teoría de grafos, la 10-jaula de Balaban o (3-10)-jaula de Balaban es un 3-grafo regular con 70 vértices y 105 aristas nombrado en honor de A. T. Balaban. Publicada en 1972, Fue la primera (3-10)-jaula descubierta pero no es la única.
La lista completa de (3-10)-jaulas y la prueba de minimalidad fue dada por O'Keefe y Wong. Existen 3  (3-10)-jaulas distintas, las otras dos son el grafo de Harries y el  grafo de Harries-Wong.
La  10-jaula de Balaban tiene número cromático 2, índice cromático 3, diámetro	6, cintura 10 y es hamiltoniana. 
El polinomio característico de la 10-jaula de Balaban es : {\displaystyle (x-3)(x-2)(x-1)^{8}x^{2}(x+1)^{8}(x+2)(x+3)(x^{2}-6)^{2}(x^{2}-5)^{4}(x^{2}-2)^{2}(x^{4}-6x^{2}+3)^{8}}.

## Galería

El número cromático de la 10-jaula de Balaban es 2.
El índice cromático de la 10-jaula de Balaban es 3.
Diagrama alternativo de la 10-jaula de Balaban.